# Weinheimer Brotsprache
El Weinheimer Brotsprache, traducible al español como el 'lenguaje, jerga o vocabulario panadero de Weinheim', es un lenguaje técnico creado por la Academia de Panaderos Alemanes de Weinheim en 2014 con el objetivo de crear un lenguaje universal usado por panaderos y amantes del pan («panarras») para describir las propiedades organolépticas y el disfrute de comer pan, comparable al ya estandarizado lenguaje del vino. El Weinheimer Brotsprache permite describir aspectos como: la calidad de la miga, de la corteza, la alveolatura, la textura, el aroma o el sabor.
Fue desarrollado en 2014 por la Akademie Deutsches Bäckerhandwerk Weinheim en colaboración con la Universidad de Ciencias Aplicadas de Zúrich. En 2018, los directores de ambos institutos, Bernd Kütscher y Michael Kleinert, publicaron Die Sprache des Brotes, en el cual se profundiza en este nuevo el lenguaje del pan. Según el propio libro, este lenguaje se puede usar en cursos de formación de panaderos, estrategias de marketing, catas y publicaciones escritas.

## Lenguaje

### Forma del pan
- redonda (runde)
- ovalada (ovale)
- bulbosa (bauchinge)
- oblonga (längliche)
- puntiaguda (spitzauslaufende)
- cuadrada (kastenförmig)
- decorativa (dekorative)
- tradicional (traditionelle)
- rústica (rustikale)
- aplanada (flache)
- rosca (ringförming)
- media luna (sichelförmig)
- en espiga, espiciforme (ährenförmig)
- compacta (kompakte)
- triangular (dreieckige)

### Corteza

#### Color
| Tonos claros: - marrón miel (honigbraun) - amarillo curry (currygelb) - amarillo sol (sonnengelb) - marrón arena (sandbraun) | Tonos medios: - marrón claro o beige oscuro (hellbraun) - marrón amarillento (gelbbraun) - Marrón rojizo (rotbraun) - marrón avellana (haselnussbraun) - marrón caramelo (karamellbraun) - marrón castaño o granate (kastanienbraun) | Tonos oscuros: - marrón café (kaffeebraun) - marrón oscuro (dunkelbraun) - pardo oscuro (schwarzbraun) - negro sepia (sepiaschwarz) |

#### Aspecto
- rústico (rustikal)
- desgarrado (aufgerissen)
- tostado (gegerstert)
- greñado (eingeschnitten)
- liso (glatt)
- veteado, marmoleado (gemasert)
- estructurado (strukturiert)
- brillante (glänzend)
- con motivo/inscripción (mit Muster/Aufschrift)
- enharinado con... (bemehlt mit...)
- espolvoreado con... (bestreut mit...)

#### Extras de la corteza
- con aceitunas (mit einzelnen Olivenstücken)
- con hierbas (mit aufgestreuten Kräutern)
- con queso gratinado (mit überbackener Käseauflage)
- etc.

#### Aroma
del pan sin abrir. Un consejo es frotar el pan suavemente, ya que calentándolo con la palma de la mano se realza el olor.
Notas tostadas:
- a malta (malzig)
- tostada (röstig)
- dulce (süßlich)
- a cebada (feine Gerstennote)
- a moca claro (leichte Mokkanote)
- a café (leichte Kaffeenote)

Notas afrutadas:
- ligeramente ácido (mild säuerlich)
- mosto, mostela, rancio (mostig)
- ligeramente encurtido (leichte Gurkennote)

Notas nogadas:
- a avellana (haselnussig)
- a almendra (nach Mandeln)
- a anacardo (nach Cashewnuss)
- a cacahuete (erdnussig)
- acastañado (nach Kastanien)

Notas especiadas:
- hierbas mediterráneas (mediterrane Note)
- a... alcaravea (Kümmel), anís (Anis), jengibre (Ingwer), curry (Curry), cilantro (Koriander), etc.

Notas grasas:
- mantecoso (buttrig)
- a queso, quesero (nach Käse)
- a requesón (feine Käsenote)

Otras notas sutiles:
- a patata (feine Kartoffelnote)
- a cebolleta (feine Zwiebelnote)
- a ajo (feine Knoblauchnote)
- ahumado (rauchig)

#### Consistencia
Los siguientes atributos se refieren a la reacción del pan cuando es partido. Esta percepción es háptica (tacto) y acústica (crac). De consistencia más suave a más fuerte:
- mantecoso suave (butterweich)
- delicadamente suave (zartweich)
- esponjoso (fluffig)
- elástico (elastisch)
- astillado suave (zartsplittrig)
- desmoronadizo (mürbe)
- crujiente (rösch)
- astillado tosco (grobsplittrig)
- crujiente / crocante (knackig / kross)
- crepitante (knusprig)
- robusto (kernig)
- costroso (krustig)
- compacto (fest)
- muy compacto (sehr fest)
- duro (hart)

### Miga

#### Alveolatura
- poro muy denso (sehr dichte Porung)
- poro pastoso (kuchenartige Porung)
- poro abierto (eicht offene Porung)
- poro suelto (lockere Porung)
- poro esponjoso (fluffige Porung)
- poro aireado, muy alveolado (sehr luftige Porung)

Para panes integrales y de semillas:
- poro granuloso (Korn an Korn Porung)
- poro denso (dichte Porung)
- poro compacto (kompakte Porung)
- poro fino (feine Porung)
- poro algodonoso (wattige Porung)
- poro irregular (ungleichmäßige Porung)

#### Color
Tonos amarillos a marrón claro:
| - blanco crema (cremig weiß) - blanco amarillento (gelblich weiß) - marrón miel (honigbraun) - amarillo curry (currygelb) - amarillo soleado (sonnengelb) - marrón arena (sandbraun) | Tonos marrones medios: - marrón claro (hellbraun) - marrón amarillento (gelbbraun) - marrón malta (malzbraun) - marrón avellana (haselnussbraun) - marrón caramelo (karamellbraun) - acastañado o granate (kastanienbraun) | Tonos de marrón oscuro a negro: - marron oscuro (dunkelbraun) - gris marrón (graubraun) - café marrón (kaffeebraun) - marrón oscuro (schwarzbraun) - negro sepia (sepiaschwarz) Otros tonos: - rojo atomatado (tomatenrot) - rojo arándano (cranberryrot) - color caqui (khakifarben) - color oliva (olivfarben) |

#### Extras de la miga
- con aceitunas (mit einzelnen Olivenstücken)
- con semillas de calabaza (mit Kürbiskernen)
- con hierbas (mit sichtbaren Kräutern)
- con tocino (mit Speckstücken)
- con semillas oleaginosas (mit verschiedenen Ölsaaten)
- etc.

#### Textura
Para una mejor comprensión del comportamiento de la miga, se recomienda la «prueba del pulgar» (Daumenprobe): se presiona brevemente el centro de la miga con la yema del pulgar y se observa la respuesta. De más suave a fuerte, esta respuesta puede ser:
- algodonosa (wattig)
- suave (weich)
- mullida o esponjosa (flauschig/fluffig)
- elástico (elastisch)
- musgosa (moosartig)
- robusta (kernig)
- granulosa (körnig)
- compacta (kompakt)
- fuerte (fest)

#### Aroma
Para que la miga expulse su aroma, se agarra el pan con ambas manos y se presiona ligeramente varias veces.
Notas tostadas:
- a malta (malzig)
- tostada (röstig)
- dulce (süßlich)
- a caramelo (karamellig)
- a café (leichte Kaffeenote)

Notas afrutadas:
- ligeramente ácido (mild säuerlich)
- amelado, a miel (nach Honig)
- afrutado a... [indicar fruta] (fruchtig nach...)

Notas nogadas:
- a avellana (haselnussig)
- a almendra (nach Mandeln)
- a anacardo (nach Cashewnuss)
- a cacahuete (erdnussig)
- acastañado (nach Kastanien)

Notas especiadas:
- hierbas mediterráneas (mediterrane Note)
- vainilla (vanillig)
- jengibre (nach Lebkuchen)
- clavo de olor (nach Gewürznelke)
- pimienta (nach Pfeffer)
- a... alcaravea (Kümmel), anís (Anis), jengibre (Ingwer), curry (Curry), cilantro (Koriander), etc.

Notas grasas:
- mantecoso (buttrig)
- a queso (feine Käsenote)

Otras notas sutiles:
- a patata (feine Kartoffelnote)
- a cebolleta (feine Zwiebelnote)
- a ajo (feine Knoblauchnote)
- ahumado (rauchig)

### Textura en boca
Para describir las categorías de sensación en boca y sabor, debe ser una combinación de miga y corteza, dicho de otra manera, no se debe valorar únicamente la miga. Se rebana o corta un mendrugo del pan del tamaño de un bocado, se huele y se lleva a la boca. «Mastique conscientemente el trozo de pan lentamente y durante mucho tiempo para que los aromas puedan desarrollarse». De más a menos intensa, la textura en boca puede ser:
- algodonosa (wattig)
- suave (weich)
- tierna (zart)
- desmoronadiza (mürbe)
- ligeramente pegajosa (leicht-klebrig)
- húmeda (feucht)
- fibrosa (faserig)
- carnosa (fleischig)
- crujiente (kross-knackig)
- robusta (stückig)
- tosca (kernig)
- compacta (kompakt)
- dura (fest)

### Sabor
El perfil de sabor se puede definir de la siguiente manera, de menos intenso a más:
- sutil (dezent-)
- delicado (mild-)
- aromático (aromatisch-)
- fresco (frisch-)
- fuerte (stark-)
- penetrante (stechend-)

y los sabores pueden ser:
Notas a cereales:
- seco, amargo (herb)
- a grano (getreidig)
- a cebada (gerstig)

Notas dulces y tostadas:
- dulce (süß)
- caramelo (karamellig)
- a malta (malzig)
- tostado (röstig)
- ahumado (rauchig)

Notas afrutadas:
- amelado (nach Honig)
- agrio (säuerlich)
- agridulce (süßsauer)
- afrutado a... [indicar fruta] (fruchtig nach...)

Notas nogadas:
- a avellana (haselnussig)
- a almendra (nach Mandeln)
- a anacardo (nach Cashewnuss)
- a cacahuete (erdnussig)
- acastañado (nach Kastanien)

Notas especiadas:
- picante (würzig)
- vainilla (vanillig)
- jengibre (nach Lebkuchen)
- clavo de olor (nach Gewürznelke)
- pimienta (nach Pfeffer)
- agudo, afilado (scharf)
- salado (salzig)

Notas grasas:
- mantecoso (buttrig)
- grasiento (speckig)
- a queso (Käsenote)

Notas fermentadas:
- fermento (gärig)
- mohoso (mostig)

Otras notas:
- sabroso (herzhaft)
- insípido (laugig)
- a moca (Mokkanote)
- etc.